# Tangelo (fruit)

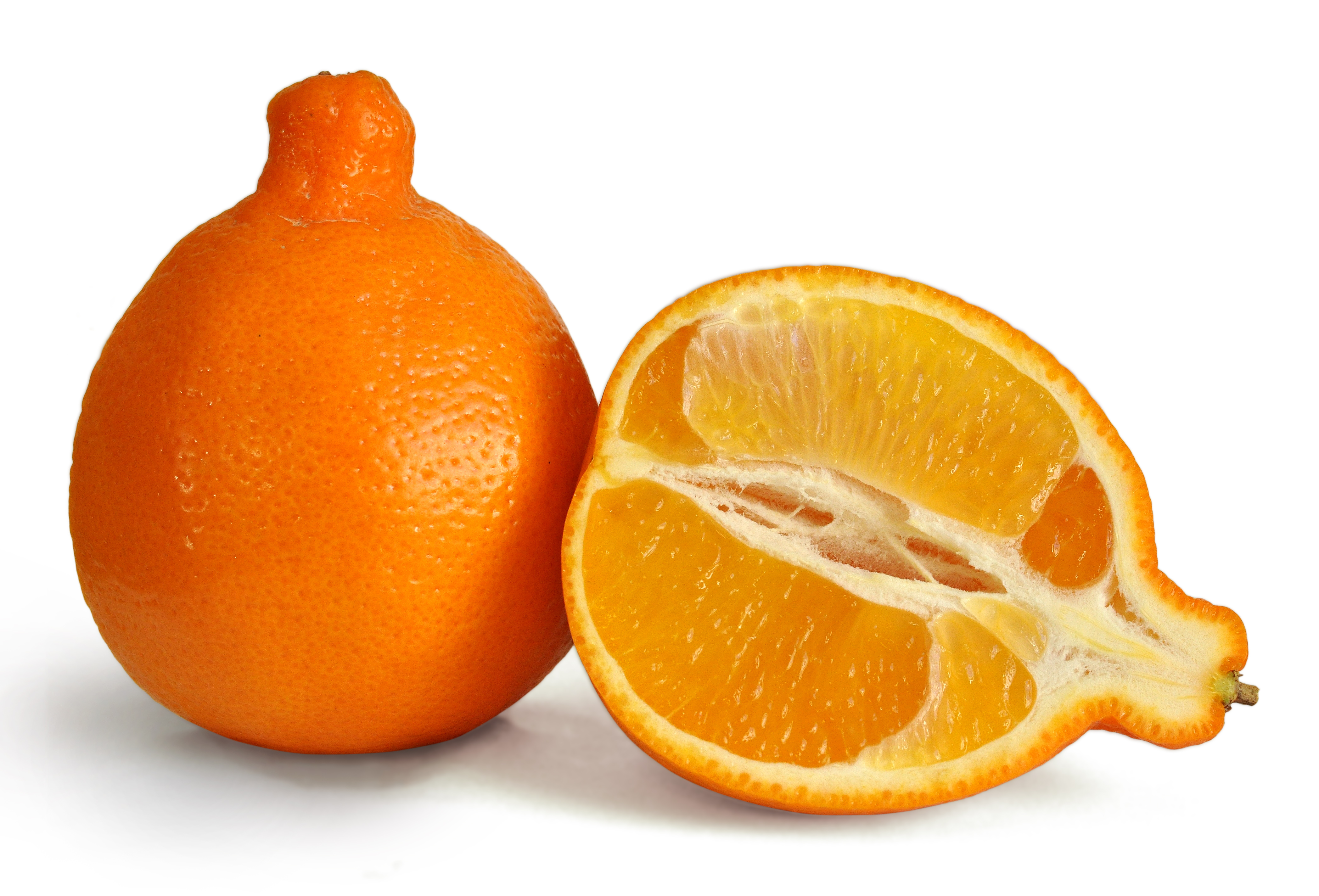
Tangelo

El tangelo és una espècie de cítric. Pot ser un híbrid entre mandarina i pampelmusa o mandarina i aranja.
Podria haver-se originat en el sud-est d'Àsia fa uns 3.500 anys. Els fruits poden ser de la grandària del puny d'una persona adulta i tenen un sabor semblant a la mandarina, però més sucós, fins al punt de no tenir massa polpa però si produir un excel·lent suc. Els tangelos tenen generalment la pell lliure i són més fàcils de pelar que les taronges. Són fàcilment distingibles de les taronges per una característica protuberància que el fruit té en la seva inserció amb el peduncle.

## Varietats

### Tangelo Orlando
Aquest tangelo de maduració primerenca destaca pel seu suc suau i dolç. Els seus fruits són una mica aplatats i grans. En l'hemisferi nord es recol·lecta entre novembre i principis de febrer. Aquest tangelo es va produir de l'encreuament entre aranja Duncan i mandarina Dancy. W. T. Swingle del Departament d'Agricultura dels Estats Units està reconegut com el creador d'aquest híbrid en 1911. Quan es va començar a conrear va rebre el nom de Lake Tangelo. Els arbres d'aquesta varietat són de gran grandària i són fàcils de reconèixer per les seves fulles abarquillades. El tangelo Orlando és una de les varietats més resistents al fred. No obstant això, el seu pol·len és autoincompatible pel que es recomana plantar al costat d'altres varietats de taronja, de manera que es millori la pol·linització.

### Tangelo Minneola
El tangelo Minneola és també un encreuament entre aranja Duncan i mandarino Dancy, i es va produir en 1931 en l'Estació Experimental del Departament d'Agricultura Estats Units en Orlando. Molts dels fruits d'aquest tangelo tenen un característic bony al costat del peduncle donant-li una forma semblant a una campana. El fruit sol ser bastant gran, normalment entre 22 i 25 cm de diàmetre. El color de la pell és bonic, en la maduresa és de color vermellós ataronjat brillant. La pell és relativament prima i es pela fàcilment. També és un fruit sucós. Té poques llavors, podent variar el seu nombre entre zero i un màxim d'unes dotze per fruit. El seu pol·len no és totalment autocompatible, per la qual cosa es recomana plantar-ho al costat d'altres espècies que el pol·linitzin, com pot ser la mandarina Temple, Sunburst o Fallglo. Sol tenir una bona producció tots els anys.
El fruit madura entre desembre i febrer en l'hemisferi nord.

## Interaccions amb medicaments
Fins ara, un estudi ha demostrat que no es produeixen interaccions amb estatinas a l'inrevés que ocorre amb les aranges. això, a pesar que els tangelos procedeixen d'un encreuament d'aranja amb mandarina. Això sembla haver-se d'al fet que les furanocumarinas de les aranges, no es troben en els tangelos. A causa d'això, algunes possibles reaccions són temporals.